# Cymindis cribricollis
Cymindis cribricollis är en skalbaggsart som beskrevs av Pierre François Marie Auguste Dejean. Cymindis cribricollis ingår i släktet Cymindis och familjen jordlöpare. Inga underarter finns listade i Catalogue of Life.